# Engwierum
Engwierum (en frison : Ingwierrum) est un village de la commune néerlandaise de Noardeast-Fryslân, situé dans la province de Frise.

## Géographie
Le village est situé le long du Dokkumer Grootdiep et près du Lauwersmeer, à 9 km à l'est de Dokkum.

## Histoire
Engwierum fait partie de la commune d'Oostdongeradeel avant 1984 puis de Dongeradeel avant le 1er janvier 2019, où celle-ci est supprimée et fusionnée avec Ferwerderadiel et Kollumerland en Nieuwkruisland pour former la nouvelle commune de Noardeast-Fryslân.

## Démographie
Le 1er janvier 2018, le village comptait 520 habitants.